# Elizabeth Bailey Gomez Lightbourn
Elizabeth Bailey Gomez Lightbourn, född 1790, död 1879, även känd som enbart Bailey Gomez Lighburn och som Niara Bely, var en afrikansk slavhandlare. 
Hon var av afroportugisiskt ursprung och studerade som ung i Liverpool.  Hon gifte sig 1809 med den amerikanska slavhandlaren Stiles Edward Lightbourn.  I likhet med Mary Faber de Sanger tog hon ansvaret för verksamhetens angelägenheter på land i deras bas i Afrika, medan maken reste med skeppen över Atlanten, och i likhet med Faber tog hon över verksamheten vid makens död 1833. Hon blev hövding över den region där hennes bas låg tillsammans med sin son Stiles Edward Lightbourn Jr., och spelade en stor roll som regional maktpotentant. Som hövding kallades hon Niara Bely.
År 1842 bidrog Lightburn och hennes kollega Mary Faber de Sanger med sina arméer för att hjälpa sin allierade, fulanikungen, att plundra susustammens huvudstad Thia när den var försvagad av tronstrider och installera sin egen kandidat där, som gynnade både fulani, Faber och Lightburn. 1840-talet beskrivs som en stor blomstringsperiod för regionens handel.
Den 17 januari 1852 genomtvingade britterna och Sierra Leone i avtal med den inhemska regenten ett förbud för regionens slavhandel, ett förbud som den nedre flodregionen redan hade antagit. Mary Faber, som uppfattade fördraget som en fientlig handling från nedre flodens handlare i allians med Freetowns "mulattfaktion" och dessutom som ett sätt att befria nedre flodens susastammar från hennes allierade fulanistammens makt, något som skulle skada hennes affärer, slöt då allians med sina kollegor Lightburn och Charles Wilkinson och härjade susustammens region vid nedre floden. Kriget slutade dock med ett nederlag för Faber och hennes allierade (1855). De kunde ändå fortsätta slavhandeln ännu en tid, men vid denna tid började den transatlantiska slavhandeln snabbt försvinna, och regionens slavhandlare började investera i andra affärer. 